# Nokia 7370
Nokia 7370 — трёхдиапазонный мобильный телефон фирмы Nokia, вторая модель серии L’amour Collection. Представлен в 2005 году, работал в сетях GSM 900, 1800, 1900.
Обновлённая версия Nokia 7373 была представлена в 2006 году, с улучшенной камерой 2 МП и наличием поддержки карт памяти до 2 Гб.

## Органы управления и внешний вид
Как и в старшей модели 7380 в отделке корпуса телефона использовались кожа, ткань, металл и керамика.
На поворотной части корпуса находится дисплей и речевой динамик. На передней панели основной части корпуса находятся стереодинамик, стандартная клавиатура с пятипозиционным джойстиком, функциональными клавишами и кнопками приёма и отбоя, отверстие микрофона; на задней панели — металлическая пластина с наименованием производителя и разрешением камеры и объектив фотокамеры; на левой грани — кнопка-качелька регулировки громкости, на правой — кнопка питания и фотокамеры, тканевый ярлычок, на нижней — ушко для шнурка, разъёмы для подключения к компьютеру и зарядному устройству.

## Аккумуляторная батарея и время работы
Телефон оснащён литий-ионной батареей ёмкостью 700 мА·ч. Производителем заявлено следующее время работы:
- в режиме разговора — 240 мин;
- в режиме ожидания — 270 ч.

## Отзывы в прессе
Телефон получил в целом положительные оценки. Среди достоинств назывались высокое качество изображения экрана, эргономика и дизайн корпуса, ёмкий аккумулятор, гибкий интерфейс пользователя; среди недостатков — небольшой объём памяти, отсутствие поддержки карт памяти, скромные возможности камеры, ограниченная функциональность в сложенном состоянии.